# Dovania poecila
Dovania poecila es una especie de lepidóptero ditrisio de la familia Sphingidae. Se conoce de los bosques (generalmente por encima de los 1220 metros) en Kenia, Uganda, Ruanda, Burundi, Tanzania y Malawi.
La longitud de las alas anteriores es de 30-35mm. La cabeza y el cuerpo son negruzcos, lanudos, con una serie de bandas transversales blancas interrumpidas en el dorso del abdomen. Las alas anteriores son de color marrón violáceo muy oscuro con bandas transversales más pálidas e irregulares, un pequeño estigma blanco y dos líneas blancas prominentes en el ápice. Las alas traseras son cobrizas brillantes, pero negruzcas cerca del margen interior.
Las larvas se alimentan de Acanthus pubescens.